# P7zip
Het programma p7zip (geheel in onderkast geschreven) is geporteerd van de command-line-interface versie van 7-Zip, een datacompressieprogramma voor Windows. Het is verkrijgbaar voor verschillende besturingssystemen waaronder Unix, Linux, AmigaOS, Windows en macOS. Net als 7-Zip is ook p7zip geschreven in de programmeertaal C++.
Het programma is vrije software en wordt beschikbaar gesteld onder de licentievoorwaarden van de LGPL.